# マツダ・CX-70
MAZDA CX-70（マツダ シーエックスセブンティ）は、マツダが製造・販売するクロスオーバーSUVである。
2024年に世界初公開された。マツダのラージ商品群の第3弾として位置づけられる、2列シート、5人乗りのクロスオーバーSUVで、主に、北米向け車種。北米などで販売されており、日本での販売の計画はない。